# 이나즈마 일레븐 (비디오 게임)
이나즈마 일레븐(일본어: イナズマイレブン)은 일본의 레벨 파이브가 제작하여 2008년 8월 22일 발매한 닌텐도 DS 용 축구 게임이다. 2009년 10월 11일 속편 이나즈마 일레븐 2 위협의 침략자 파이어/블리자드가 발매되었고, 2010년 12월 16일에는 이나즈마 일레븐 3 세계로의 도전!! 스파크/봄버/디 오우거가 발매되었으며, 또한 2011년 7월 16일에는 Wii용 소프트웨어로서, 이나즈마 일레븐 스트라이커즈가 발매되었다.
이 게임은 만화 및 애니메이션, 영화, 드라마 CD, 무대 작품 등으로도 나왔다.

## 개요
축구를 테마로 한 이색적인 롤플레잉 게임이다. 플레이어는 축구부의 캡틴이며, 부원 모집 및 연습 경기를 반복하면서 스토리를 진행하여, 전국 축구 대회에서 우승을 목표로 한다. 게임에 등장하는 부원 후보는 1000명 이상에 이른다. 캐릭터를 구성하여 자신만의 오리지널 팀을 만들 수 있고 또는 친구와 대전이나 거래를 할 수도 있다. 2007년 8월 29일 "LEVEL 5 VISION 2007"에서 발표하였고, 2008년 8월 22일 발매되었다.

## 등장인물
게임에는 2000명 이상에 달하는 부원 후보가 등장한다.

## 시스템
기본적으로는 실시간으로 조작하다가 선수들끼리 마주치거나 슛을 할때는 커맨드 배틀로 들어가는 형식의 축구 게임이다. 다른 축구 게임과는 다르게, 필살기에 전념한 시스템이 특징이다. 각 캐릭터는 평범한 패스, 슛, 드리블 외에도 각자 필살기를 가지고 있으며, 이 필살기의 위력과 능력치에 의해 필살기 배틀이 일어나게 된다. 닌텐도 DS의 터치를 이용해 드래그 및 클릭을 하는 것으로 간단하고 직관적인 조작이 가능하다. 여기에 순간 정지 기능을 제공해 동시 다발적인 컨트롤을 할 수 있도록 지원하고 있다. 물론 이런 시스템으론 섬세한 조작 테크닉 같은건 불가능하지만, 이 게임의 핵심은 필살기 배틀이므로 큰 문제가 되지는 않는다. 중학생을 대상으로 한 시합이기 때문에 전, 후반은 각기 30분이며 게임 플레이상의 시간은 현실의 시간보다 약 두 배에서 세 배가량 빠르다.

## 평가
| 평가 |                              |
| --- | ---------------------------- |
| 통합 점수 통합사 점수 메타크리틱 75/100 (based on 11 reviews) [ 1 ] 평론 점수 평론사 점수 디스트럭토이드 9/10 [ 2 ] 유로게이머 7/10 [ 3 ] 패미츠 36/40 [ 4 ] 게임스팟 6/10 [ 5 ] IGN 7.5/10 [ 6 ] 닌텐도 라이프 8/10 [ 7 ] 3D Juegos 8/10 [ 8 ] Cubed3 8 out of 10 [ 9 ] Fragland 84% [ 10 ] Gamer.nl 8/10 [ 8 ] Vandal Online 8.2/10 [ 8 ] |                              |
| 통합 점수 |                              |
| 통합사 | 점수                         |
| 메타크리틱 | 75/100 (based on 11 reviews) |
| 평론 점수 |                              |
| 평론사 | 점수                         |
| 디스트럭토이드 | 9/10                         |
| 유로게이머 | 7/10                         |
| 패미츠 | 36/40                        |
| 게임스팟 | 6/10                         |
| IGN | 7.5/10                       |
| 닌텐도 라이프 | 8/10                         |
| 3D Juegos | 8/10                         |
| Cubed3 | 8 out of 10                  |
| Fragland | 84%                          |
| Gamer.nl | 8/10                         |
| Vandal Online | 8.2/10                       |